# 塞德里克·雷克鲁斯
塞德里克·雷克鲁斯（Cédric Lécluse，1972年3月29日—），是已经退役的法国职业足球运动员，职业生涯主要效力于南锡。2002年，雷克鲁斯曾经跟随法国主帅勒鲁瓦在上海中远效力了一个赛季，之后又返回了法国联赛。